# カウンティング・スターズ
「カウンティング・スターズ (Counting Stars)」は、アメリカのポップ・ロックバンド、ワンリパブリックが2013年3月に発売した3作目のアルバム『ネイティヴ』に収録された楽曲。同年6月にシングルカットされ、カナダとイギリスのシングルチャートで1位、アメリカのシングルチャートで2位を獲得し、イギリスでは100万枚以上の売上を記録した。
作詞はリードヴォーカルのライアン・テダー、プロデュースはライアン・テダー、ノエル・ザンカネラが務めた。ミュージックビデオはジェームス・リースが監督を務め、建物の上階でキリスト教徒による集会が行われ、下階である1階部分でバンドが演奏をするという構成である。2024年6月現在、YouTubeでの視聴回数は39億回を超えており、最も多く視聴された動画の1つとなっている。

## 背景
2012年の8月にライアン・テダーが「カウンティング・スターズ」のアイデアが浮かび、これはきっと他のどんな曲よりもきちんと仕上げるべきものであっただろうと話している。彼は『ネイティヴ』収録曲の中の2つのお気に入りの曲のうちの1つであると話した。ライアンはビヨンセがスタジオセッションにやってくるのを待つ傍ら「カウンティング・スターズ」の作詞をし始め、約1ヶ月後には「ラヴ・ランズ・アウト」の作詞をし始めた。オフィシャル・チャート・カンパニーによるインタビューで、ライアンは次のように発言している。
「2012年の夏、ハンプトンにいたときからもともとカウンティング・スターズのアイディアを持っていた。ジェイ-Zとビヨンセから借りた、今まで訪れたことがないほど大きな家で作業をしていた。ワンリパブリックの一番新しいアルバムであるネイティヴの作業がちょうど峠に差し掛かったところで、そのころ、他のアーティストと一切一緒に作業をしないよう決めた。その年、ビヨンセともセッションをやったから約束を破ったんだ。ジェイ-Zとビヨンセがハンプトンで過ごそうと誘ってきたら断れないだろ？｣
（原文：I had the idea for Counting Stars originally in the summer of 2012 when I was in the Hamptons. I was working in the largest house I've ever stepped foot in, which was being rented by Jay-Z and Beyoncé. I was in the middle of working on my most recent album with OneRepublic, Native, and during that time I was determined not to work with any other artists. I broke the promise because I also did sessions that year with Beyoncé. When Jay-Z and Beyoncé invite you to stay with them in the Hamptons, you don't say no!）」
彼はまた、次のように続けた。
「五日ほど外に出ていて、二日目の日に早起きをし、ビヨンセのために、なにかインスピレーションを受けられるものを探そうとしてインターネットで検索し始めた。その結果、この地域性の感じられるフォークサウンドを持つその変わった曲が、光のように自分の心が打たれるように感じた。歌詞はあまり好きじゃなかったが、雰囲気や曲調は好きだった。それが結局カウンティング・スターズのインスピレーションを受けることになった。これをビヨンセのために演奏して彼女のアルバムにいれることにするか議論をしたが、ビヨンセが録音するような楽曲には感じられなかった。その後すぐにサビのアイディアが浮かび、帰宅し、その後3ヶ月、ネイティヴのアルバムを仕上げた。｣
（原文：I was out there for about five days and on the second day I woke up early and I started combing through the internet, searching for stuff that would inspire me for Beyoncé. I ended up coming across this weird song that had this indigenous folk sound to it that just struck me like lightning. I didn't like the verses or lyrics, but I loved the feel and movement of it. That ended up inspiring Counting Stars. I debated playing it for Beyoncé and putting it forward for her album, but it didn't feel like a song Beyoncé would record. I immediately came up with the chorus idea, went home and for the next three months finished the Native album.）」
"カウンティング・スターズ"は、ディスコのビートとともに奏でられるフォーク・ポップ、ポップ・ロックとジャンル分けされる楽曲である。ザ・デンヴァー・ポストのリカード・バカは、これは「ライアンの磨き上げられたポップと、巧みに盗み取られたフォークの要素、また若干のR&Bの面影も感じられると、非常に印象的な（、かつ耳に残りやすい）」曲であると言ってる。
バンドは、この曲は「ストレスが溜まって心が落ち着かない夜にベッドに横たわり、自分たちの終わりはどこへ向かっているのか、どこに金を使うべきなのか、あるいは人生でやり遂げたい諸々のこと、どうやってそれをやり遂げるのか、これは本当に実現し、成功するのか、なんてことを考え、そんなときに羊を数えるのではなく、僕たちは星を数えるのだ。｣
（原文：aying in bed awake at night when you're stressed out of your mind, thinking 'How are we gonna make ends meet? How are we gonna pay the bills?' You know, all those things you wanna do with your life – how are we gonna make them work? How's this actually gonna happen or come to pass? So, instead of counting sheep, we're counting stars.）」
といったような曲であると説明した。
Musicnotes.comで公開されている楽譜によれば、この曲の音楽的な詳細事項は以下の通りである。
| BPM                | 122                      |
| Key                | C#m（Cシャープマイナー） |
| コードの移り変わり | C#m→E→B→A                |
| 声域               | B2〜C#5                  |

## ミュージック・ビデオ
2013年5月10日にルイジアナ州ニューオーリンズで撮影され、2013年5月31日に初公開された。ビデオは、吊り下げられた電球に囲まれたビルの1階の陰鬱な空間でバンドが曲を演奏し、上階で宗教の復興祭に参加する数人が曲に合わせて踊るシーンが散りばめられている。最後に天井が壊され、礼拝に参加していた一人が床を突き破り、バンドが演奏している部屋の天井を突き破って落下してくる。また、ビデオでは1階を這いずり回るワニのクリップも映し出されている。
2015年11月2日にバンドによるミュージックビデオで史上初の10億再生になった。YouTubeの視聴回数は30億回以上、 2021年12月現在は、サイトで16番目に視聴されたビデオであり、グループアーティストの中で2番目に視聴されたミュージックビデオである。また、1300万以上のいいねがある。

## チャート成績
2013年7月6日にBillboard Hot 100で32位、2014年1月18日に2番でピークに達し、ケシャをフィーチャーしたピットブルの「ティンバー」の後ろに2週間滞在しました。この曲はトップ10で25週間連続して過ごし、チャートで68週間過ごした後、Hot100で最も多くの週で5位で終了しました。これは、ワンリパブリックの米国で最も高いピークのシングルとして「Apologize」と結びついており、米国で3番目のトップ10ヒットです。この曲は5.3以上売れました。2014年12月の時点で米国で100万部。
カナダでは、この曲が最長の上昇記録を打ち立て、 Canadian Hot 100で1位になり、2014年2月8日のチャートで34週目に1位になりました。この曲は、カナダ、フィンランド、イスラエル、ポーランド、スロバキア、イギリスで、オーストラリア、ドイツ、アイルランド、ニュージーランドでトップ5にランクインするなど、20か国でトップ10以内にランクインしています 。イギリスではトップ40内で34週間連続して過ごしました。2014年10月11日、オフィシャルチャートカンパニーは、英国で100万部を売り上げたことを確認しました。

## 収録曲
CDシングル
1. カウンティング・スターズ - 4:18
2. カウンティング・スターズ（ラブライフリミックス） - 3:55

## クレジットと人員
録音
- ギリシャのサントリーニ島にあるBlackRock StudioSantoriniとコロラド州のデンバーにあるPatriotStudiosで録音されました。
- ニューヨークのスターリングサウンドでマスター

- 作詞作曲–ライアンテダー
- 制作–ライアン・テダー、ノエル・ザンカネッラ
- エンジニアリング–スミスカールソン
- アシスタントエンジニアリング–マシュートリバ
- ハープ– HarpEri
- アコースティックギター–ザックフィルキンス
- リズムギター–ドリューブラウン
- 低音–ブレント・クツレ
- キー–ライアンテダー
- ドラム、パーカッション–エディ・フィッシャー
- バックボーカル–ボビー・ゴードン、ブレント・クツレ、ザック・フィルキンス、デビッド・マクグロホン
- ミキシング–ジョー・ズーク
- アシスタントミックスエンジニアリング– Ryan Lipman
- マスタリング–クリス・ゲーリンジャー、ウィル・クインネル

## カバーとパロディー
- 2013年、メガン・リンゼイはトラックを録音し、シングルとして発行しました。
- 2013年6月、TedderとMichelleChamuelがTheVoiceのシーズンフィナーレでこの曲を演奏しました[14]。
- この曲は、人気ミュージカルシリーズ『Glee』の2014年のエピソード「Cityof Angels」で、スティクスの楽曲「ミスター・ロボット」のメドレーとしてスカイラー・アスティンによってカバーされました。
- また、セカンドハンド・セレナーデによってカバーされ、2014年4月22日にブランドンメトカルフのデスティニーナッシュビルからリリースされたカバーアルバムThe CoverUpに含まれていました[15]。
- スウェーデンを拠点とするバンドHoustonも、2014 RelaunchIIアルバムでこのトラックをカバーしました[16]。
- アメリカのバンド、アール・ファイヴがロンドンでのコンサート中にこの曲をカバーし、イギリスのバンド、ザ・ヴァンプスをフィーチャーしました。このバージョンは彼らのアルバム『Live in London』に含まれていました[17]。
- 歌はで覆われていたYouTubeの有名人との声シーズン6最終選考クリスティーナ・グリミー。彼女はまた、前述の歌唱コンクールのバトルラウンド2でサムベヒマーと一緒に歌を歌いました。
- 2014年、アレックス・グートとクリッシー・コスタンザ（アゲインスト・ザ・カレントのリードシンガー）がルーズバージョンの曲を演奏しました[18]。
- 2019年、 The Choirはこのトラックのカバーバージョンをデジタルダウンロードとしてリリースしました[19]。

## 大衆文化の中で
- Bellator MMAは、この曲を使用してSpikeで11シーズン目を宣伝しました [20]。
- 2014年のSF映画『アース・トゥ・エコー』のエンドクレジットと一部のテレビスポットで使用されました。
- Jスポーツで放送された、ブンデスリーガ 、2014-15シーズンのエンディング曲としても使用された。
- グザヴィエ・ドランの2014年の映画『マミー』の国際予告編でも取り上げられました。
- 『ルーキーブルー』の第6シーズンのエピソード11 「74エピファニー」で使用されました。
- 2015年のビデオゲーム「Guitar Hero Live」に登場しました。
- Gamevilのモバイルデバイス向けゲーム「MLB パーフェクトイニング 16」で使用されました。
- 2017年のモバイルリズムゲーム「Dancing Ballz：Magic Dance Line TilesGame」でも取り上げられました。

## チャート
| Chart (2013–14)                            | Peak position |
| ------------------------------------------ | ------------- |
| オーストラリア (ARIA)                      | 2             |
| オーストリア (Ö3 Austria Top 40)           | 4             |
| ベルギー (Ultratop 50 Flanders)            | 22            |
| Belgium Dance (Ultratop Flanders)          | 50            |
| ベルギー (Ultratop 50 Wallonia)            | 3             |
| Belgium Dance (Ultratop Wallonia)          | 15            |
| Brazil (Billboard Brasil Hot 100)          | 63            |
| Brazil Hot Pop Songs                       | 31            |
| カナダ (Canadian Hot 100)                  | 1             |
| チェコ (Rádio Top 100)                     | 2             |
| チェコ (Singles Digitál Top 100)           | 10            |
| デンマーク (Tracklisten)                   | 3             |
| フィンランド (Suomen virallinen lista)     | 1             |
| フランス (SNEP)                            | 7             |
| ドイツ (GfK Entertainment charts)          | 3             |
| Greece (Billboard Greece Digital Songs)    | 4             |
| ハンガリー (Rádiós Top 40)                 | 6             |
| ハンガリー (Single Top 40)                 | 3             |
| アイルランド (IRMA)                        | 2             |
| イスラエル (Media Forest)                  | 1             |
| Italy (FIMI)                               | 8             |
| Luxembourg Digital Songs (Billboard)       | 5             |
| Mexico Ingles Airplay (Billboard)          | 1             |
| Mexico Anglo Chart (Monitor Latino)        | 3             |
| オランダ (Dutch Top 40)                    | 3             |
| オランダ (Single Top 100)                  | 7             |
| ニュージーランド (Recorded Music NZ)       | 2             |
| ノルウェー (VG-lista)                      | 4             |
| ポーランド (Polish Airplay Top 100)        | 1             |
| Romania (Airplay 100)                      | 32            |
| スコットランド (Official Charts Company)   | 1             |
| スロバキア (Rádio Top 100)                 | 1             |
| スロバキア (Singles Digitál Top 100)       | 46            |
| Slovenia (SloTop50)                        | 4             |
| スペイン (PROMUSICAE)                      | 4             |
| スウェーデン (Sverigetopplistan)           | 6             |
| スイス (Schweizer Hitparade)               | 9             |
| UK シングルス (OCC)                        | 1             |
| US Billboard Hot 100                       | 2             |
| US Adult Alternative Songs (Billboard)     | 4             |
| US Adult Contemporary (Billboard)          | 1             |
| US Adult Top 40 (Billboard)                | 1             |
| US Dance Club Songs (Billboard)            | 30            |
| US Dance/Mix Show Airplay (Billboard)      | 9             |
| US Latin Airplay (Billboard)               | 32            |
| US Pop Airplay (Billboard)                 | 1             |
| US Rhythmic (Billboard)                    | 22            |
| Venezuela Pop Rock General (Record Report) | 19            |

| Chart (2013)                         | Position |
| ------------------------------------ | -------- |
| Australia (ARIA)                     | 8        |
| Austria (Ö3 Austria Top 40)          | 32       |
| Canada (Canadian Hot 100)            | 70       |
| France (SNEP)                        | 162      |
| Germany (Official German Charts)     | 21       |
| Hungary (Rádiós Top 40)              | 38       |
| Ireland (IRMA)                       | 13       |
| New Zealand (Recorded Music NZ)      | 11       |
| Slovenia (SloTop50)                  | 5        |
| Sweden (Sverigetopplistan)           | 39       |
| Switzerland (Schweizer Hitparade)    | 38       |
| UK Singles (Official Charts Company) | 9        |
| US Billboard Hot 100                 | 63       |
| US Adult Top 40 (Billboard)          | 26       |

| Chart (2014)                           | Position |
| -------------------------------------- | -------- |
| Belgium (Ultratop Flanders)            | 76       |
| Belgium (Ultratop Wallonia)            | 13       |
| Canada (Canadian Hot 100)              | 3        |
| France (SNEP)                          | 21       |
| Hungary (Single Top 40)                | 49       |
| Italy (FIMI)                           | 13       |
| Netherlands (Dutch Top 40)             | 12       |
| Netherlands (Single Top 100)           | 30       |
| Slovenia (SloTop50)                    | 28       |
| Sweden (Sverigetopplistan)             | 38       |
| Switzerland (Schweizer Hitparade)      | 66       |
| UK Singles (Official Charts Company)   | 44       |
| US Billboard Hot 100                   | 5        |
| US Adult Contemporary (Billboard)      | 2        |
| US Adult Top 40 (Billboard)            | 6        |
| US Adult Alternative Songs (Billboard) | 42       |
| US Dance/Mix Show Airplay (Billboard)  | 49       |
| US Mainstream Top 40 (Billboard)       | 2        |

| Chart (2019)   | Position |
| -------------- | -------- |
| Portugal (AFP) | 588      |

| Chart (2010–2019)                    | Position |
| ------------------------------------ | -------- |
| Australia (ARIA)                     | 32       |
| UK Singles (Official Charts Company) | 39       |
| US Billboard Hot 100                 | 39       |

| Chart                              | Position |
| ---------------------------------- | -------- |
| US Adult Top 40 (Billboard)        | 5        |
| US Billboard Pop Songs (1992–2017) | 16       |
| US Billboard Hot 100 (1958–2018)   | 155      |

## リリース履歴
| 地域         | 日付          | フォーマット   | ラベル                                |
| ------------ | ------------- | -------------- | ------------------------------------- |
| オーストリア | 2013年6月14日 | CDシングル     | Mosley Music Group Interscope Records |
| ドイツ       | 2013年6月14日 | CDシングル     | Mosley Music Group Interscope Records |
| スイス       | 2013年6月14日 | CDシングル     | Mosley Music Group Interscope Records |
| アメリカ     | 2013年6月14日 | ラジオ(Top 40) | Mosley Music Group Interscope Records |

- アメリカで最も売れているシングルのリスト
- 2014年のビルボードアダルトコンテンポラリーナンバーワンのリスト
- 2014年のCanadianHot100ナンバーワンシングルのリスト
- 2014年の全英シングルチャートナンバーワンのリスト
- イギリスで売れているシングルのリスト